# Facepalm

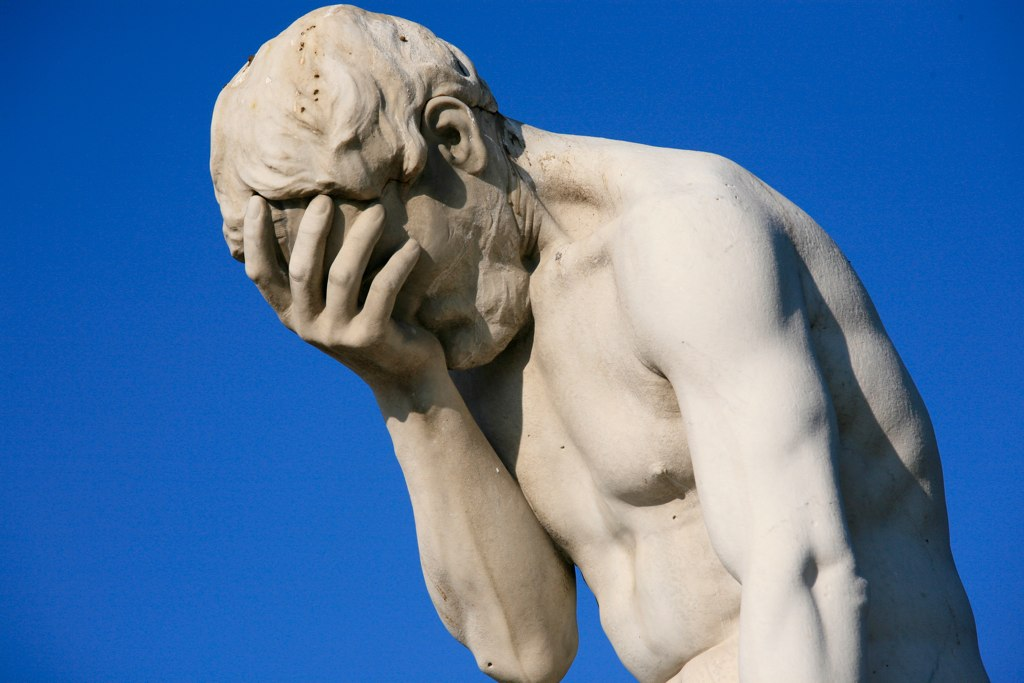
Caín d'Henri Vidal, Jardí de les Teuleries, París, 1896. Caín es mostra després de matar el seu germà amagant-se la cara a la mà.

Un facepalm (mà a la cara en català) és el gest físic de col·locar la mà a la cara o abaixar la cara a les mans o les mans, cobrir o tancar els ulls. El gest sovint és exagerat donant més força al moviment i fent sorolls quan la mà entra en contacte amb la cara. El gest es troba en moltes cultures com una mostra de frustració, decepció, exasperació, vergonya, horror, xoc, sorpresa, esgotament, sarcasme, o incredulitat.

## Orígens
El terme facepalm (que sovint s'utilitza per si sol de la mateixa manera que pot ser una interjecció) significa que el palmell de la mà es porta a la cara amb els dits abocats com si estiguessin agafats. La paraula es reconeix per primera vegada en grups Usenet des del 1996, segons l'Oxford English Dictionary. Les imatges dels corredors de borsa han estat àmpliament utilitzades als mitjans de comunicació per transmetre la consternació associada amb un rendiment financer deficient, i una àmplia varietat de pel·lícules lamentables, negocis, i decisions polítiques s'han descrit com "facepalms" o "facepalm moments". Segons la lexicògrafa de la premsa universitària d'Oxford, Susie Dent, aquesta versatilitat és una de les raons per les quals la paraula ha tingut un "èxit" lingüístic. Va ser afegit a l'Oxford English Dictionary a l'agost de 2011.
Aquest gest no és únic per als humans. Per exemple, un grup de mandrils a Colchester Zoo va adoptar un gest similar per assenyalar el seu desig d'evitar la interacció social o quedar-se sols.

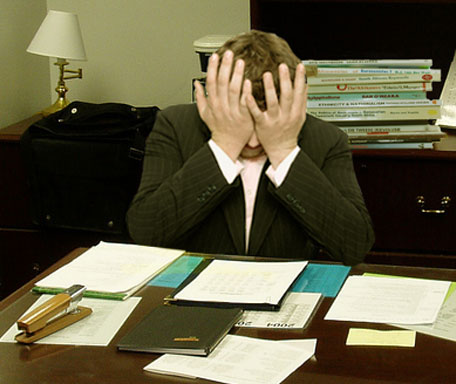
Un doble facepalm.

## Cultura popular
- Potser l'exemple més notori prové de la sèrie de ciència-ficció Star Trek: The Next Generation, concretament de l'episodi de 1990 "Déjà Q". Una imatge de Jean-Luc Picard, interpretada per Patrick Stewart, que expressa la seva frustració amb aquest gest, s'ha convertit en un famós meme d'Internet.[13]
- A South Park: The Stick of Truth, aquest gest s'utilitza per denotar la censura del material, alhora que ridiculitza les lleis excessivament estrictes dels països.[14]
- Es pot trobar una llista d'usos de mitjans de comunicació a la seva pròpia entrada al lloc web de TV Tropes[15] on el seu ús s'ha enregistrat en tots els mitjans de comunicació, incloses la televisió, pel·lícules, videojocs i situacions del món real.

## Gestos similars
- Doble facepalm: similar al facepalm però realitzat amb dues mans.
- SMH és un altre terme d'argot d'Internet que normalment s'interpreta com "sacsejant el cap", amb un emoji associat.
- Headdesk: expressant una gran frustració copejant el front contra alguna cosa, normalment un escriptori o una paret.[16] Mentre que el gest "headdesk" normalment es fa temps successius per accentuar el moviment, el gest facepalm és generalment un acte singular. En alguns llocs de mitjans de comunicació, el headdesk es combina amb "facepalm" com el terme "facedesk", amb relativament el mateix significat excepte la repetició, que és singular i exagerada.
- Headslapper: Un error d'estupidesa òbvia o impactant, que provoca una expressió de sorpresa i exasperació fent cops al front amb un palmell, sovint produint un fort so.